# Попова, Манана Валентиновна
Манана Валентиновна Попова (род. 1958) — советский и российский искусствовед, эксперт и специалист в области  современного искусства. Член Союза дизайнеров СССР (с 1984). Академик РАХ (2013). Член Президиума и заместитель президента Российской академии художеств (с 2015). Заслуженный деятель искусств Российской Федерации (2022).

## Биография
Родилась 10 сентября 1958 года в Тбилиси.
С 1978 по 1983 год обучалась в Кишинёвском политехническом институте имени Лазо.
С 1975 по 1989 год работала в Московском художественном комбинате. С 1999 года была одним из организаторов и является первым заместителем директора Московского музея современного искусства, курирует научно-организационную работу и научные исследования музея, организатор научно-исследовательской лаборатории по технологическому исследованию произведений искусства. С 2015 года — член Президиума и заместитель президента Российской академии художеств, одновременно с 2016 года — руководитель Экспертно-нормативного центра академии. Помимо основной деятельности является вице-президент Международной общественной организации «Московский Международный Фонд содействия ЮНЕСКО».
Совместно с академиком РАХ З. К. Церетели, М. В. Попова участвовала в основных его проектах, в том числе в оформлении московских предприятий быта и объектов МИД СССР в период Олимпийских игр-80, с 1993 по 1995 год — Музея Победы, в 2005 году — Научной библиотеки МГУ, с 2007 по 2008 год — станций метро «Цветной бульвар» и «Дубровка», «Трубная»,
в 2000 году была куратором по росписи и наружному убранству Храма Христа Спасителя. М. В. Попова была организатором более двухсот пятидесяти различных музейных и выставочных проектов в России и за рубежом.
С 1984 года М. В. Попова была избрана членом Союза дизайнеров СССР. В 2013 году была избрана Действительным членом РАХ по Отделению дизайна.
4 марта 2021 года Указом президента Сербии «За мозаичное украшение Храма Святого Саввы в Белграде и особые заслуги в развитии международных отношений Сербии и России»  М. В. Попова награждена Сретенским орденом I степени. Президент Сербии
А. Вучич лично поблагодарил М. В. Попову, по его словам: 

Это награждение...за фантастический труд и за всё, что она сделала для самого красивого православного храма в мире...Вы вложили огромную энергию и годы труда, чтобы оставить Сербии самое прекрасное, что есть в мире. Спасибо, что вы помогли нам создать и оставить будущим поколениям свидетельство нашего братства...

## Награды
- Сретенский орден I степени (4 марта 2021 года, Сербия) — за особые заслуги в развитии международных отношений Сербии и России.
- Заслуженный деятель искусств Российской Федерации (14 ноября 2022 года) — за большой вклад в развитие отечественной культуры и искусства, многолетнюю плодотворную деятельность[4].
- Благодарность Президента Российской Федерации (10 июля 2017 года) — за большие заслуги в развитии отечественной культуры и искусства, многолетнюю плодотворную деятельность[5].
- Золотая медаль РАХ (2012)[2].